# Хесус Марія Самора
Хесус Марія Самора (ісп. Jesús María Zamora; нар. 1 січня 1955, Еррентерія) — іспанський футболіст, що грав на позиції центрального півзахисника за «Реал Сосьєдад», у складі якого — дворазовий чемпіон Іспанії, а також національну збірну Іспанії.

## Клубна кар'єра
Народився 1 січня 1955 року в місті Еррентерія. Вихованець футбольної школи клубу «Реал Сосьєдад». У дорослому футболі дебютував 1973 року за «Сан-Себастьян», команду дублерів.
1974 року почав залучатися до складу основної команди «Реал Сосьєдад», за який відіграв 15 сезонів. Більшість часу, проведеного у складі «Реал Сосьєдада», був основним гравцем команди. 1981 року допоміг команді здобути перший в її історії титул чемпіона Іспанії, а наступного сезону захистити цей титул. Також ставав володарем Суперкубка Іспанії з футболу і національного кубка. Завершив професійну кар'єру футболіста виступами за команду «Реал Сосьєдад» у 1989 році.

## Виступи за збірні
1978 року дебютував в офіційних матчах у складі національної збірної Іспанії. Протягом кар'єри у національній команді, яка тривала 5 років, провів у формі головної команди країни 30 матчів, забивши 3 голи.
У складі збірної був учасником чемпіонату Європи 1980 року в Італії, а також домашнього чемпіонату світу 1982 року. На обох турнірах був одним з основних гравців середньої ланки іспанської збірної. На світовій першості став автором єдиного гола своєї команди у грі другого групового етапу проти збірної ФРН, яку, утім, іспанці програли 1:2.

## Титули і досягнення
- Чемпіон Іспанії (2):

«Реал Сосьєдад»: 1980–1981, 1981–1982
- Володар Кубка Іспанії (1):

«Реал Сосьєдад»: 1986–1987
- Володар Суперкубка Іспанії з футболу (1):

«Реал Сосьєдад»: 1982